# 左内神社
左内神社（さないじんじゃ）は、静岡県三島市中島に鎮座する神社。

## 概要
三島市の中島地区の南西、御殿川と中島公民館の狭間に鎮座している。
式内社である文梨神社（ふみなしじんじゃ）/父無神社（ちちなしじんじゃ）、あるいは阿米都瀬気多知命神社（あめつせけたちのみことじんじゃ）に比定されている。
創建は不詳だが、かつてはその名の通り、三嶋大社の参道でもある旧下田街道の東側（三嶋大社から見て左側）に鎮座していたとされる。
具体的には、元来は現在地より北方、中地区の手無(てなし)地蔵の付近に鎮座していたとされ、一説には手無(てなし)も、父無(ちちなし)(→文梨(ふみなし))も、父梨/父無(ててなし)が訛ったものとされる。
そこから南方の現・中島浄水場付近に遷座したが（石碑あり）、明治19年（1886年）2月に火災に遭い、建物を全部焼失し、宝物、古文書を全部失ってしまう。その後、明治20年（1887年）4月に現地に移転新築し、昭和16年（1941年）に改築され今日に至っている。

## 祭神
- 阿米都瀬気多知命（あめつせけたちのみこと）